# Florent-en-Argonne
Florent-en-Argonne är en kommun i departementet Marne i regionen Grand Est (tidigare regionen Champagne-Ardenne) i nordöstra Frankrike. Kommunen ligger i kantonen Sainte-Menehould som tillhör arrondissementet Sainte-Menehould. År 2022 hade Florent-en-Argonne 217 invånare.

## Befolkningsutveckling
Antalet invånare i kommunen Florent-en-Argonne
| Referens: INSEE |